# Barbacena (navio)
O Barbacena foi o décimo quarto navio mercante brasileiro a ser atacado pelos submarinos do Eixo durante a Segunda Guerra Mundial. Seu afundamento ocorreu em 28 de julho de 1942, a cerca de 400 Km a leste de Barbados, nas Pequenas Antilhas, na mesma região onde seria afundado, horas depois, o navio-tanque Piave, pelo mesmo submarino, o U-155. O ataque custou a vida de seis tripulantes.

## O navio
Lançado em 8 de junho de 1909, sua construção finalizou-se em dezembro do mesmo ano, nos estaleiros da J.C. Tecklenborg AG Schiffswerft und Maschinenfabrik, perto de Bremerhaven, na Alemanha. Comissionado em 21 de maio de 1910, sob o nome Gundrun, era de propriedade da Hamburg-Bremer-Afrika Linie AG, de Bremen.
Tinha 119,6 metros de comprimento por 15,8 metros de largura; calado de 8,32 metros (ou 7,5 m) e arqueação bruta de 4.772 toneladas. Feito com casco de ferro, era propelido por turbinas a vapor, através de um motor de quádrupla expansão e uma hélice, cuja potência nominal atingia 639 HP, fazendo-o alcançar a velocidade de 12 nós.
Encontrava-se no Recife quando eclodiu a Primeira Guerra Mundial, porto em que ficou retido até ser formalmente confiscado pelo Governo Brasileiro – a 1º de junho de 1917 –, quando o Brasil rompeu relações diplomáticas com o Império Alemão.
É rebatizado de Barbacena e registrado no Porto do Rio de Janeiro. A partir de 1922, passa a ser operado pelo Lloyd Brasileiro, o qual lhe adquire a plena propriedade em 1927.
Seu nome brasileiro foi homenagem à cidade histórica de Barbacena, no Estado de Minas Gerais.

## Afundamento
O navio, comandado pelo Capitão-de-Longo-Curso Aécio Teixeira da Cunha e com uma carga de café, óleo de mamona, fibra de caroá e feijão, carregada em Santos e no Recife, tinha acabado de sair de Trinidad, rumo à Nova York, quando foi avistado, na noite de 27 de julho de 1942 pelo U-155, comandado pelo Capitão-Tenente Adolf Cornelius Piening, que, em março, já havia posto a pique o Arabutã.
Pelo fato de estar armado com um canhão de 120 mm, o submarino disparou uma salva de dois torpedos, os quais erraram o alvo, para a sorte do mercante. Um dia antes, o Tamandaré, outro navio mercante brasileiro, já havia sido afundado nessa mesma região infestada de submarinos hostis.
Porém, na madrugada do dia seguinte, 28 de julho (7:15 pelo Horário da Europa Central), a aproximandamente 400 km a leste de Barbados, a sorte do Barbacena virou quando ele foi atingido por mais dois torpedos, desta vez certeiros, disparados pelo "u-boot", que estava em seu encalço desde o ataque frustrado da noite anterior, cerca de dez horas antes. Morreram instantaneamente três membros da tripulação e três militares que guarneciam o canhão.
Com esse ataque, ficava evidente que de nada adiantava o navio estar armado frente ao fator surpresa. Não havia tempo para qualquer reação. A embarcação submergiu em 20 minutos, tempo que dispôs a tripulação sobrevivente (56 homens) para abandoná-lo. Distribuídos em três baleeiras, os náufragos foram recolhidos pelo navios Tacito, argentino, Elmdale e St. Fabian, ingleses, e desembarcados na Ilha de Tobago.
Horas depois, um pouco mais ao sul, seria afundado o navio-tanque Piave, pelo mesmo submarino U-155. Como se percebe, depois dos ataques nas costas dos Estados Unidos, no início do ano, seguidos dos ataques na região do Mar do Caribe, a partir de maio, os ataques estavam cada vez mais dirigindo-se à bacia do Atlântico Sul.
Os ataques dentro do próprio mar territorial brasileiro estavam prestes a acontecer. De fato, o mês seguinte, agosto, se mostraria o mais trágico da história da Marinha do Brasil, com o afundamento em série de seis navios a poucos quilômetros da costa do nordeste brasileiro, eventos que causaram a morte de mais de seiscentas pessoas.